# Condado de Westmeath
El condado de Westmeath (en irlandés: An Iarmhí) se encuentra en el interior de Irlanda, dentro de la provincia de Leinster. Área: 1.764 km². Población: 72.027 (2002).
Athlone (población: 15.936) a orillas del río Shannon, es la frontera occidental de Westmeath y la mayor de sus ciudades, mientras que Mullingar (población: 15.621) es su centro administrativo. 
Otras poblaciones del condado de Westmeath:
- Castlepollard Collinstown
- Moate An Muileann gCearr
- Kilbeggan, Kinnegad, Killucan
- Rochfordbridge
- Tyrrellspass

## Ciudades y pueblos
- Athlone (21349)
- Ballinalack (137)
- Ballymore (483)
- Ballynacargy (277)
- Castlepollard (1163)
- Castletown-Geoghegan (141)
- Clonmellon (664)
- Collinstown (356)
- Delvin (740)
- Glassan (207)
- Kilbeggan (1288)
- Killucan and Rathwire (1370)
- Kinnegad (2745)
- Moate (2763)
- Mullingar (20928)
- Multyfarnham (420)
- Raharney (221)
- Rathowen (150)
- Rochfortbridge (1473)
- Tyrrellspass (483)

## Personajes Famosos
- Niall Horan, cantante, compositor y guitarrista de One Direction.
- John Henry Pattersson cazador británico conocido por haber abatido a ambos leones de Tsavo
- Clan MacLoughlin actualmente radicado en Argentina. Familia de gran importancia para el país.